# Tatsuji Inouye
Tatsuji Inouye (1880-1976) était un ophtalmologiste japonais qui découvrit l'organisation rétinotopique du cortex visuel primaire, c'est-à-dire le fait que les différentes zones du champ visuel sont traitées par différentes régions de cette partie du cerveau structurées de façon topographique. 

## La découverte et sa publication
Assigné pendant la guerre russo-japonaise de 1904-1905 à l'évaluation des troubles visuels des soldats blessés, Inouye entreprit d'analyser avec précision les lésions laissées par les balles de fusil dans le cerveau des soldats dont il avait la charge. En effet, le nouveau fusil Mosin Nagant 91 utilisé par les russes propulsait des balles à grande vitesse, qui perforaient la tête de part en part sans exploser, dessinant une trajectoire rectiligne marquée par des orifices d'entrée et de sortie sur le crâne qu'Inouye put utiliser pour reconstruire les sites lésés. Par un ingénieux mécanisme de mise à l'échelle des différents crânes et en comparant les lésions avec la localisation des scotomes dans le champ visuel, Inouye put établir une carte du champ visuel sur le cortex visuel montrant son organisation rétinotopique. 
Inouye publia ses résultats en allemand en 1909 mais ils tombèrent dans l'oubli tandis qu'il abandonna la recherche pour se consacrer à la clinique. Quelques années plus tard, le jeune médecin officier anglais Gordon Holmes fit une observation similaire avec les soldats blessés durant la Première Guerre mondiale qui ne fut guère mieux appréciée par ses contemporains. Les travaux d'Inouye seront redécouverts fortuitement à la fin du XXe siècle par les neurologues M. Glickstein et M. Fahle qui en publieront une traduction anglaise dans un numéro spécial de la prestigieuse revue scientifique Brain.

## Sources
- What you see ... BOOK REVIEWED - Visual Disturbances following Gunshot Wounds of the Cortical Visual Area by Tatsuji Inouye (translated by M. Glickstein & M. Fahle), Daniel L. Adams & Jonathan C. Horton, Nature 412, 482-483 (2 August 2001) | doi: 10.1038/35087642